# Liste des saints de l'Église orthodoxe
Pour les articles homonymes, voir Liste des saints.
La présente liste ne se veut pas exhaustive. Elle se propose de mentionner un choix de saints parmi les plus vénérés par l'Église orthodoxe selon les dates du calendrier grégorien. Les dates du calendrier julien sont les mêmes mais correspondent, dans le calendrier grégorien, à une date postérieure de 13 jours. Elle les classe par collège, selon une logique qui prévaut lors de la composition du programme iconographique destiné à décorer les murs d'une église. Quelques saints peuvent figurer dans deux collèges différents.

## Lesmyrophoreset lesproches du Seigneur
a. Les femmes myrophores (porteuses de parfums) et les hommes qui ensevelirent Jésus (synaxe le 3e dimanche de Pâque)
| Représentation | Nom                         | Fête(s)                                                                 |
| -------------- | --------------------------- | ----------------------------------------------------------------------- |
|                | La Très Sainte Mère de Dieu | Nativité le 8 septembre, Dormition le 15 août, Conception le 9 décembre |
|                | Marie Madeleine             | 22 juillet                                                              |
|                | Marie Jacobé                | 25 mai                                                                  |
|                | Marie Salomé                | 25 mai                                                                  |
|                | Jeanne                      | 27 juin                                                                 |
|                | Joseph d'Arimathie          | 31 juillet                                                              |
|                | Nicodème                    |                                                                         |

b. Les amis et les proches du Seigneur
| Portrait | Nom                         | Fête(s)                                                                                      |
| -------- | --------------------------- | -------------------------------------------------------------------------------------------- |
|          | Jean Baptiste le Précurseur | Nativité le 24 juin, décollation le 29 août, conception le 23 septembre, synaxe le 7 janvier |
|          | Joachim                     | 9 septembre, commémoré avec son épouse le lendemain de la Nativité de leur très sainte fille |
|          | Anne                        | 9 septembre et dormition 25 juillet                                                          |
|          | Zacharie                    | 5 septembre                                                                                  |
|          | Élisabeth                   | 5 septembre                                                                                  |
|          | Joseph le Juste             | 27 décembre                                                                                  |
|          | Jacques frère du Seigneur   | 23 octobre                                                                                   |
|          | Lazare le Ressuscité        | samedi veille des Rameaux                                                                    |
|          | Marthe de Béthanie          |                                                                                              |
|          | Marie de Béthanie           |                                                                                              |

c. Les taxiarques ou incorporels (8 novembre)
| Représentation | Nom                | Fête(s)                          |
| -------------- | ------------------ | -------------------------------- |
|                | Michel (archange)  | 6 septembre, 16 octobre et 8 mai |
|                | Gabriel (archange) | 26 mars                          |
|                | Raphaël (archange) | 8 novembre                       |

d. Les convertis de l'Évangile
| Représentation | Nom                    | Fête(s)                                 |
| -------------- | ---------------------- | --------------------------------------- |
|                | Le Bon Larron          | Dismas                                  |
|                | Longin le Centurion    | 16 octobre                              |
|                | Photine la Samaritaine | 26 février, et 5e dimanche de Pâques    |
|                | Zachée                 | 4 janvier, et 11e dimanche avant Pâques |

## Les apôtres et disciples du Seigneur
a. Les douze apôtres (30 juin)
| Représentation | Nom                     | Fête(s)                            |
| -------------- | ----------------------- | ---------------------------------- |
|                | Pierre                  | 29 juin                            |
|                | Paul                    | 29 juin                            |
|                | Jean le Théologien      | 8 mai, 26 septembre                |
|                | Jacques de Zébédée      | 30 avril                           |
|                | André le Premier appelé | 30 novembre                        |
|                | Philippe                | 14 novembre                        |
|                | Barthélemy              | 24 août                            |
|                | Thomas                  | 6 octobre et dimanche après Pâques |
|                | Matthieu                | 16 novembre                        |
|                | Jacques d'Alphée        | 9 octobre                          |
|                | Jude ou Thaddée         | 19 juin                            |
|                | Simon le Zélote         | 10 mai                             |
|                | Matthias                | 9 août                             |

b. Six des sept premiers diacres
| Représentation | Nom      | Fête(s)     |
| -------------- | -------- | ----------- |
|                | Etienne  | 27 décembre |
|                | Philippe |             |
|                | Prochore | 28 juillet  |
|                | Nicanor  | 28 juillet  |
|                | Timon    | 28 juillet  |
|                | Parménas | 28 juillet  |

c. Les soixante-dix disciples du Seigneur (4 janvier)
- Luc évangéliste (18 octobre), voir : Les quatre Vivants
- Marc évangéliste (25 avril), voir : Les quatre Vivants
- Cléopas,
- Zachée,
- Six des sept premiers diacres.
- Achaïcus, Agabus prophète, Amplias (en) ou Ampliatus (en) d'Odyssopolis (31 octobre), Ananias évêque de Damas, Andronique évêque de Pannonie ;
- Apelle (en) évêque d'Héraklion (31 octobre), Apelle évêque de Smyrne (10 septembre) ;
- Apollos évêque de Césarée de Cappadoce (8 décembre), Aquila mari de Priscille, Archippe évêque de Laodicée en Phrygie, Aristarque évêque d'Apamée, Aristobule évêque de Britannie (15 mars), Artémas évêque de Lystre, Asyncrite (en) ;
- Barnabé, Carpus (en), César (en), Céphas (en), Clément (en), Codrat évêque d'Athènes, Crescent évêque de Vienne en Isère ;
- Épaphrodite évêque de Philippes, Épénète (en) évêque de Carthage, Éraste évêque de Panéas appelée aussi Césarée de Philippe, Évode évêque d'Antioche, Fortunatus évêque d'Aquilée, Gaïus (en) évêque d'Éphèse ;
- Hermas (en) évêque de Dalmatie, Hermès évêque de Philippoupoli, Hérodion évêque de Patras, Jacques frère du Seigneur, Jason, Justus évêque d'Éleuthéropolis, Lin évêque  de Rome, Luc évêque de Laodicée ;
- Marc (en) évêque d'Appolonie, Marc évêque de Byblos, Narcisse (en) évêque d'Athènes et martyr (31 octobre), Olympas évêque de Philippes, Onésime, Onésiphore évêque de Colophon et de Coronée ;
- Patrobas évêque de Pouzzoles, Philémon évêque de Colosses (22 novembre), Philologue (en) évêque de Sinop, Phlégon (en) évêque de Marathon, Pudens, Quartus évêque de Béryte, Rufus (en) évêque de Thèbes ;
- Silas évêque de Corinthe, Sosipater évêque d'Iconium, Sosthène (en) (8 décembre), Stachys évêque de Byzance (31 octobre), Sylvain, Tertius évêque d'Iconium, Timothée évêque d'Éphèse, Tite évêque de Crète ;
- Trophime évêque d'Éphèse, Tychique évêque de Colophon, de Chalcédoine et de Némosie (8 décembre), Urbain de Macédoine (en) (31 octobre), Zénas (en).

## Les saints égaux aux apôtres
7. Les saintes appelées « égales aux apôtres »
| Représentation | Nom              | Fête(s)                          |
| -------------- | ---------------- | -------------------------------- |
|                | Marie-Madeleine  | 22 juillet                       |
|                | Thècle d'Iconium | 24 septembre                     |
|                | Hélène           | 21 mai                           |
|                | Nina de Géorgie  | 14 janvier                       |
|                | Olga de Kiev     | 11 juillet (baptisée par Hélène) |

8. Les saints appelés « égaux aux apôtres »
| Représentation | Nom                     | Fête(s)                  |
| -------------- | ----------------------- | ------------------------ |
|                | Grégoire l'Illuminateur | 30 septembre             |
|                | Constantin Ier          | 21 mai                   |
|                | Martin de Tours         | 11 novembre et 4 juillet |
|                | Cyrille et Méthode      |                          |
|                | Vladimir prince de Kiev | 15 juillet               |
|                | Nicolas du Japon        | 6 février                |

## Les Pères de l'Église du premier millénaire
a. Les Pères de l'Église et liturges
| Représentation | Nom                         | Fête(s)                           |
| -------------- | --------------------------- | --------------------------------- |
|                | Jean Chrysostome            | 27 janvier                        |
|                | Basile le Grand             | 1er janvier                       |
|                | Jacques, frère de Jésus     | 23 octobre et dimanche après Noël |
|                | Grégoire de Rome            |                                   |
|                | Grégoire Ier l'Illuminateur | 30 septembre                      |

b. Les Trois Saints Hiérarques ou Trois Saints Docteurs (30 janvier)
| Représentation | Nom                    | Fête(s)                  |
| -------------- | ---------------------- | ------------------------ |
|                | Jean Chrysostome       | 27 janvier               |
|                | Basile le Grand        | 1er janvier              |
|                | Grégoire le Théologien | 25 janvier et 19 janvier |

c. Les Pères de l'Église du IVe siècle
| Représentation | Nom                     | Fête(s)                  |
| -------------- | ----------------------- | ------------------------ |
|                | Nicolas de Myre         | 6 décembre               |
|                | Spyridon de Trimythonte | 12 décembre              |
|                | Grégoire de Nazianze    | 25 janvier et 19 janvier |
|                | Athanase d'Alexandrie   | 18 janvier et 2 mai      |
|                | Cyrille d'Alexandrie    | 9 juin et 18 janvier     |
|                | Ambroise de Milan       | 7 décembre               |
|                | Hilaire de Poitiers     | 13 janvier               |
|                | Cyrille de Jérusalem    | 18 mars                  |
|                | Épiphane de Salamine    | 18 mars                  |

d. Les Pères de l'Église ultérieurs
| Représentation | Nom                       | Fête(s)   |
| -------------- | ------------------------- | --------- |
|                | Sophrone de Jérusalem     | 11 mars   |
|                | Photios de Constantinople | 6 février |

e. Les trois seuls saints qualifiés de Théologiens
| Représentation | Nom                          | Fête(s) |
| -------------- | ---------------------------- | ------- |
|                | Jean le Théologien           |         |
|                | Grégoire le Théologien       |         |
|                | Syméon le Nouveau Théologien |         |

## Les évêques du second millénaire
a. Les Pères de l'Église du second millénaire
| Représentation | Nom                     | Fêtes                                      |
| -------------- | ----------------------- | ------------------------------------------ |
|                | Théophylacte d'Ochrid   | 31 décembre                                |
|                | Sava le Grand de Serbie | 14 janvier, 27 avril et 6 mai              |
|                | Arsène Ier de Petch     | 28 octobre                                 |
|                | Grégoire Palamas        | 14 novembre et deuxième dimanche de carême |
|                | Marc d'Éphèse           | 19 janvier                                 |
|                | Macaire de Corinthe     | 17 avril                                   |
|                | Philarète de Moscou     | 19 novembre                                |
|                | Innocent de Moscou      | 31 mars                                    |

## Les martyrs des premiers siècles
9. Les protomartyrs (premiers martyrs)
- Étienne
- Thècle d'Iconium (23 septembre)
- Saint Pie

10. Les hiéromartyrs (évêques martyrs)
- Ignace le Théophore
- Denys l'Aréopagite
- Hiérothée d'Athènes
- Cyprien de Carthage
- Saturnin de Toulouse (29 novembre)

11. Les hiéromartyrs (prêtres martyrs)
- Charalampe de Magnésie (10 février)

12. Les saints mégalomartyrs
- Artème d'Antioche (20 octobre)
- Georges de Lydda (23 avril et 3 novembre)
- Démétrios de Thessalonique (26 octobre)
- Procope de Césarée
- Ménas de Phrygie
- Mercure de Césarée
- Eustache de Rome
- Victor de Damas

13. Les saintes mégalomartyres
- Anastasie d'Illyrie (22 décembre)
- Barbara d'Héliopolis (4 décembre)
- Catherine d'Alexandrie (25 novembre)
- Christine de Tyr (24 juillet)
- Euphémie de Chalcédoine (16 septembre)
- Marguerite d'Antioche (17 juillet)

14. Les saints anargyres
- Pantéleimon de Nicomédie (27 juillet)
- Saints Côme et Damien (1er novembre et 1er juillet))
- Cyr et Jean d'Alexandrie, dits les Deux Saints d'Alexandrie (31 janvier et

28 juin tr)
15. Quelques autres saints martyrs
- Guy, Modeste et Crescence (15 juin)
- Sébastien de Rome (18 décembre)
- Victor de Marseille (21 juillet)
- Prokópios Lazarídis  (entre le 7 et le 13 septembre).

16. Les martyrs en nombre
- Quarante martyrs de Sébaste (9 mars)
- Saints Innocents (29 décembre)
- Martyrs de Lyon (2 juin)
- Martyrs de Nicomédie (28 décembre)
- Martyrs du Sinaï et de Raïthou (14 janvier)
- Martyrs de Najran (24 octobre)

## Lesmoineset lesascètes
a. Les Pères du Désert
- Ammonas d'Égypte
- Amoun des Kellia
- Antoine le Grand (+ 356), (17 janvier)
- Arsène de Scété
- Éphrem le Syrien (+ 373), (28 janvier)
- Évagre le Pontique
- Hilarion de Gaza
- Isaïe de Gaza
- Isidore de Péluse
- Isidore de Scété
- Jean Cassien (29 février)
- Jean Climaque (VIIe siècle), (30 mars)
- Jean Colobos
- Jean de Lycopolis
- Macaire d'Alexandrie
- Macaire de Scété (+ 391), (19 janvier)
- Moïse l'Éthiopien
- Pacôme le Grand (+ 348), (15 mai)
- Paul de Thèbes (+ 341), (15 janvier)
- Pimène de Scété (vers 450), (27 août)
- Sérapion de Thmuis
- Sisoès le Grand

b. Les fondateurs de monastères en Orient
- Euthyme le Grand (+ 473), (20 janvier)
- Théodose le Cénobiarque (+ 529), (11 janvier)
- Sabas le Sanctifié (+ 532), (5 décembre)
- Athanase l'Athonite (+ 1000), (5 juillet)
- Athanase des Météores (+ 1380 ), 20 avril
- Paul de l'Obnora (+ 1425 ), 10 janvier

c. Les fondateurs de monastères en Occident
- Honorat d'Arles (saint Honorat) (+ 429), (16 janvier)
- Romain de Condat (+ 463), (28 février)
- Lupicin de Lauconne (+ 480), (28 février)
- Benoît de Nursie (+ 550), (14 mars)
- Ildut de Llantwit (VIe siècle), (6 novembre)
- Gildas le Sage (+ 570), (29 janvier)
- Daniel de Bangor Fawr (+ 584), (11 septembre)
- Colomba d'Iona (+ 597), (9 juin)
- Colomban de Luxeuil (+ 615), (23 novembre)
- Gall de Suisse (+ 640), (16 octobre)
- Valery de Leuconay (+ 619), (1er avril)
- Wandrille de Fontenelle (+ 668), (22 juillet)
- Philibert de Tournus (+ 684), (20 août)

d. Les stylites
- Syméon le Stylite (+ 459), (1er septembre)
- Daniel le Stylite (+ 490), (11 décembre)
- Walfroy le Stylite (+ 595), (21 octobre)

e. Les guides spirituels du second millénaire
- Syméon le Nouveau Théologien (+ 1022), (12 mars)
- Serge de Radonège (+ 1392), (25 septembre)
- Païssy Velitchkovsky (+ 1794), (15 novembre)
- Côme d'Étolie (24 août)
- Athanase de Paros (24 juin)
- Nicodème l'Hagiorite (14 juillet)
- Séraphin de Sarov (2 janvier)
- Ambroise d'Optina (10 octobre)
- Nectaire d'Égine (9 novembre)
- Arsène de Cappadoce (10 novembre)
- Silouane de l'Athos (24 septembre)

## Les hymnographes, chantres et iconographes
a. Les hymnographes
- Romain le Mélode (1er octobre)
- Côme de Maïouma, évêque (14 octobre)
- Jean Damascène, hiéromoine (4 décembre)
- Joseph l'Hymnographe, hiéromoine (3 avril)
- Théophane l'Hymnographe, (27 décembre)
- Cassienne de Constantinople, (7 septembre)

b. Chantre
- Jean Coucouzèle (1er octobre)

c. Les iconographes
- Lazare l'Iconographe, confesseur (17 novembre)
- Grégoire l'Iconographe de Kiev (8 août)
- Théodore de Rostov (1394), archevêque (28 novembre)
- André l'Iconographe (4 juillet)

## Les défenseurs dessaintes images
a. Les Pères de l'Église défenseurs des saintes images
- Jean Damascène, hiéromoine (4 décembre)
- Théodore Studite, hiéromoine (11 novembre)
- Taraise de Constantinople, patriarche (25 février)
- Germain de Constantinople, patriarche (12 mai)
- Méthode de Constantinople, patriarche (14 juin)

b. Les martyrs des saintes images
- 10 martyrs des images à Constantinople, (? octobre)

c. Les martyres des saintes images
- Théodosie de Constantinople (745), moniale (29 mai)
- Anthuse de Paphlagonie ou Anthouse, martyre avec 90 moniales (27 juillet)

d. Les confesseurs des saintes images
- Théodore le Marqué, hiéromoine (27 décembre)

## Les fols en Christ
a. Les saints ayant simulé la folie par ascèse
- Alexis l'Homme de Dieu, (17 mars)
- Syméon d'Émèse, (21 juillet)
- André de Constantinople, ou Salos (2 octobre)
- Thomas de Syrie, (24 avril)
- Isaac le Reclus (1090), (14 février)
- Théophile de Kiev (1853), (28 octobre)

b. Les fols en Christ de Russie
- Procope d'Oustioug, (8 juillet)
- Isidore de Rostov, (14 mai)
- Basile le Bienheureux, à Moscou (2 août)
- Nicolas de Novgorod (1392), (27 juillet)
- Michel de Klops (1456), 11 janvier
- Nicolas de Pskov (1576), (28 février)

c. Les saintes ayant simulé la folie par ascèse
- Xenia de Saint-Pétersbourg, (24 septembre)
- Isidora d'Égypte, (10 mai)

## Les néomartyrs
- Raphaël, Nicolas et Irène de Mytilène, (+ 1463), hiéromoine, moine et jeune fille (9 avril).
- Michel des Agrapha (+ 1544), boulanger à Thessalonique (10 mars).
- Philothée d'Athènes (+ 1589), moniale (19 février).
- Nicolas de Metsovo (+ 1617), dans une localité roumanophone de l'Épire grec (17 mai).
- Athanase de Kios (+ 1670), martyr à Constantinople (24 juillet)
- Grégoire V de Constantinople (+ 1821), patriarche pendu le jour de Pâques à la porte de sa résidence, relique à Athènes (10 avril).
- Georges de Ioannina (+ 1838), (17 janvier).
- Parthène de Crimée (+ 1867), Higoumène martyr (4 septembre)

## LesmartyrsduXXesiècle
a. Les martyrs de Russie (25 janvier)
- Vladimir de Kiev, métropolite (25 janvier).
- Benjamin de Pétrograd, métropolite (13 août).
- Olga Vasilievna Evdokimova, 28 janvier
- Alexis Nikolaïevitch de Russie, tsarévitch 17 juillet
- Anastasia Nikolaïevna de Russie 17 juillet
- Alexandra de Hesse-Darmstadt, tsarista 17 juillet
- Maria Nikolaïevna de Russie, 17 juillet
- Nicolas II de Russie, tsar de Russie 17 juillet
- Olga Nikolaïevna de Russie 17 juillet
- Tatiana Nikolaïevna de Russie 17 juillet
- Élisabeth Féodorovna de Russie 18 juillet

b. Les martyrs serbes (15 juin)
- Platon de Banja Luka (+ 1941), évêque en Bosnie (6 juin).

c. Les nouveaux martyrs russes de France
- Alexis d'Ugine mort à Ugine, (20 juillet selon la synaxe des nouveaux saints russes de France)
- Dimitri Klépinine mort à Dora, (20 juillet selon la synaxe des nouveaux saints russes de France)
- Élie d'Auschwitz, (20 juillet selon la synaxe des nouveaux saints russes de France)
- Georges de Buchenwald, (20 juillet selon la synaxe des nouveaux saints russes de France)
- Marie Skobtsova morte à Ravensbrück, (20 juillet selon la synaxe des nouveaux saints russes de France)

d. Les martyrs d'Europe centrale
- Gorazd de Prague († 4 septembre 1942 à Prague) ou Gorazd Pavlik, primat fondateur de l'Église orthodoxe de République tchèque et de Slovaquie, martyr torturé et exécuté par les nazis, à la suite de l'opération Anthropoid.
- Alexander Schmorell (+ 13 juillet 1943 à Munich), résistant et martyr.